# 안라쿠 도모히로
안라쿠 도모히로(일본어: 安樂 智大, 1996년 11월 4일 ~ )는 일본의 프로 야구 선수이며, 현재 퍼시픽 리그인 도호쿠 라쿠텐 골든이글스의 소속 선수(투수)이다. 에히메현 마쓰야마시 출신이다.
성씨에서 ‘樂’(라쿠)의 글자가 구자체이기 때문에 신자체(安楽智大)로 표기한 것도 볼 수 있다.

## 인물

### 프로 입단 전
에히메현 마쓰야마시 출신으로 아버지의 전근에 의해서 고치현 고치시로 이사했다. 초등학교 2학년 때에 연식 야구 팀에서 투수로서 야구를 시작했다. 그 후 또다시 마쓰야마로 이사하여 도고 초등학교 3학년 때부터는 ‘시노노메 이글스’에, 도고 중학교 시절 ‘마쓰야마 클럽 보이스’라는 소년 야구팀에 소속됐다.
사이비 고등학교에서는 1학년 가을에 등번호인 1번을 착용했다. 2학년 때 팀이 준우승한 제85회 기념 선발 고등학교 야구 대회에서는 전체 5경기에 선발 등판하여 첫 경기에서는 연장 13회 완투(투구수 232개)를 포함한 총 46이닝을 던져 탈삼진 37개, 피안타 44개, 18실점(12자책점), 평균 자책점 2.35를 기록했다. 더 나아가 이 대회에서의 투구수는 772개로 올랐다. 그로 인한 피로 및 3차전에서 타구를 받아낸 오른손의 증상 악화로 인해 4월 및 5월 대회에서는 등판을 피했다. 제95회 전국 고등학교 야구 선수권 대회에서는 전체 2경기에 선발 등판하여 총 19이닝을 던지면서 탈삼진 21개, 피안타 22개, 14실점(13자책점), 평균 자책점 6.16을 기록했다.
대회가 끝난 후 제26회 AAA 세계 야구 선수권 대회 일본 대표팀 선수로 발탁돼 예선 1차 라운드인 베네수엘라전에서 2피안타 탈삼진 16개, 무볼넷, 완봉승을 거두었고 2차 라운드인 쿠바전에서는 8이닝 동안 탈삼진 10개와 무실점의 성적으로 대회 최우수 평균 자책점과 최고 승률을 기록하여 베스트 나인에 해당되는 ‘올스타팀’의 선발 투수에도 선택되는 영예를 안았다.
9월 17일, 추계 에히메 대회이자 주요 지구 예선인 마쓰야마키타 고등학교와의 경기에 선발 등판하여 5회 참고 기록이면서 노히트 노런(1볼넷)을 달성했다. 9월 22일, 추계 에히메현 대회의 1차전에 등판했을 때에 오른쪽 팔꿈치 척골 부분에 신경 마비를 일으키는 증세가 나타나면서 그 이후론 던질 수 없을 정도의 상태가 계속됐다. 3개월 후에 캐치볼을 재개했고 팀의 주장으로서 맞이한 3학년 때인 4월에 있었던 연습 경기에서 약 7개월 만에 실전 등판했다. 297일 만에 공식전에 등판한 제96회 전국 고등학교 야구 선수권 대회인 에히메 대회의 1차전에서는 9이닝 동안 5피안타 7개의 탈삼진으로 완봉승을 거두었지만 3차전에서는 9이닝을 던져 11개의 탈삼진을 기록했음에도 불구하고 5피안타 4실점으로 팀은 패했다. 그러나 8월 초순에 팀내 2학년 선배에 의한 1학년 후배를 집단으로 괴롭힌 사건이 발생하면서 안라쿠 자신은 관여하지 않았지만 당시 팀의 주장이었던 일도 있어서 9월에 열린 아시아 청소년 야구 선수권 대회의 일본 대표팀 선수로 발탁되지 못했다.
2014년 10월 23일에 열린 프로 야구 드래프트 회의에서는 도쿄 야쿠르트 스왈로스와 도호쿠 라쿠텐 골든이글스로부터 1순위 지명을 받았고 지명 중복에 의한 추첨 결과 라쿠텐이 교섭권을 획득했다. 11월 23일에 계약금 1억 엔과 연봉 1,200만 엔(금액은 추정치)이라는 조건으로 입단 계약을 맺었고 등번호는 20번으로 결정됐다.

### 프로 입단 후

#### 2015년
이듬해 춘계 스프링 캠프에서는 1군에서 맞이했지만 도중에 2군으로 내려가면서 시즌 개막도 2군에서 맞이했다. 이스턴 리그 공식전에서는 5월 2일 요코하마 DeNA 베이스타스전에서 6회에 4번째 투수로 구원 등판해 1이닝을 던져 피안타 1개, 볼넷 2개, 탈삼진 1개, 폭투 1개의 성적으로 1실점을 기록했다. 6월 29일 메이지 진구 야구장에서 개최된 ‘사무라이 재팬 대학 일본 대표팀 대 NPB 선발’ 경기에서 당초 NPB 선발팀의 멤버로 들어가 있던 팀 동료 오노 후미야가 부상 당한 것에 의해서 오노의 대체 선수로 발탁됐다. 선발 예정이었던 다나카 에이스케(지바 롯데 마린스)가 오른쪽 팔꿈치가 당기는 증상을 호소하야 출전을 포기했기 때문에 급거 선발을 맡으면서 1이닝을 던져 피안타 없이 볼넷 1개와 무실점의 호투를 보였다. 2군에서는 19경기에 등판하여 4승 1패, 평균 자책점 2.57의 좋은 성적을 남겼다.
구단측은 안라쿠의 취급에 대해 시즌 개막을 앞둔 시점에서 ‘입단 이후부터 향후 2년 동안 2군에서 키울 것’이라는 방침을 밝혔으나 10월 5일에 출장 선수로 등록됐고 같은 날 후쿠오카 소프트뱅크 호크스전(라쿠텐 Kobo 스타디움 미야기)에서 선발 투수로서 1군 무대에 데뷔했다. 6이닝 동안 피안타 2개, 탈삼진 4개, 볼넷 5개, 무실점의 호투로 데뷔 첫 승리 투수가 됐다. 1966년 드래프트 제도가 도입된 이후로 일본 프로 야구 구단에 들어간 고졸 신인 투수가 첫 등판에서 첫 승리를 거둔 사례는 2012년에 소프트뱅크 소속의 다케다 쇼타 이래 18번째이며 라쿠텐의 투수로서는 첫 사례이다.

#### 2016년
4월 23일 사이타마 세이부 라이온스전(세이부 프린스 돔)을 시작으로 1군 공식전 3경기에 선발로 등판했다. 이전 성적이야말로 0승 2패에 머물렀지만 어느 경기에서도 초반 3이닝을 무실점으로 막아낸 것 외에도 초반 3이닝의 통산 탈삼진률이 12.00이라는 높은 수치에 이르고 있었다. 게다가 1군 구원진의 평균 자책점이 5.96이라는 높은 수치를 남긴 상황에서 센트럴·퍼시픽 교류전 기간 중에는 중간 계투로서 3경기에 등판했다.
3경기째에 해당되는 6월 8일 도쿄 야쿠르트 스왈로스전(코보스타 미야기)에서 3과 1/3이닝을 던져 3점을 내준 뒤 이튿날인 9일에 1군 출장 선수 등록이 말소됐다. 이스턴 리그 공식전에서는 통산 9경기에 등판(한 차례의 완봉 승리를 포함)하여 3승 1패, 평균 자책점 2.96이라는 좋은 성적을 남겼다. 2군에서의 조정 중이던 7월 14일에는 구라시키 머스캣 스타디움에서 개최된 프레시 올스타전에서 이스턴 리그팀의 선발 7번째 투수로서 8회말부터 등판하여 2이닝을 무실점으로 막아냈다. 8월 4일 오릭스 버펄로스전(코보스타 미야기)에서는 선발 투수로서 1군에 복귀했고 19일 역시 오릭스전(교세라 돔 오사카)에서 1군에서의 시즌 첫 승리를 거두었다. 9월 18일 세이부전에서 8이닝 1실점의 호투로 승리 투수가 됐고 팀도 세이부전에서의 시즌 상대 전적에서는 처음으로 승수를 앞서는 성적(13승 1무 10패)을 기록했다. 1군에서의 성적은 15경기에 등판하여 3승 5패로 부진했지만 평균 자책점은 3.42를 기록했다. 코보스타 미야기에서의 정규 시즌 최종전인 10월 1일 오릭스전에서는 8이닝을 5피안타 1실점으로 막아내는 호투에 의해서 자신의 시즌 최종 등판을 승리로 매듭지었다.
시즌 종료 후인 10월 12일에 제1회 WBSC U-23 월드컵의 일본 대표팀 선수로 발탁됐고 이 대회에서는 오프닝 라운드 2차전(10월 29일) 상대인 중화 타이베이전에 선발로 기용돼 6이닝을 5피안타(피홈런 1개를 포함) 3실점, 8탈삼진으로 막아냈다. 슈퍼 라운드 진출 후 2차전(11월 4일) 상대인 파나마전에서 대회 두 번째의 선발로 기용돼 7회까지 2실점으로 호투하고 있었지만 8회말 야수 선택에 의해서 역전을 허용, 일본 대표팀에 있어서 대회 첫 패배를 당했다. 그 후 팀은 우승을 제패하면서 팀의 금메달 획득에 기여했다. 이후 2021년부터 2023년까지 구단 라커룸에 후배 속옷 벗겨 하체 노출시키고 식사 초대에 불응한 후배에게 밤늦게까지 끈질기게 전화해 괴롭히는 등 여러 가혹 행위 사실들이 밝혀져 2023년 시즌 종료 이후 FA 선수로 방출되였다.

## 플레이 스타일

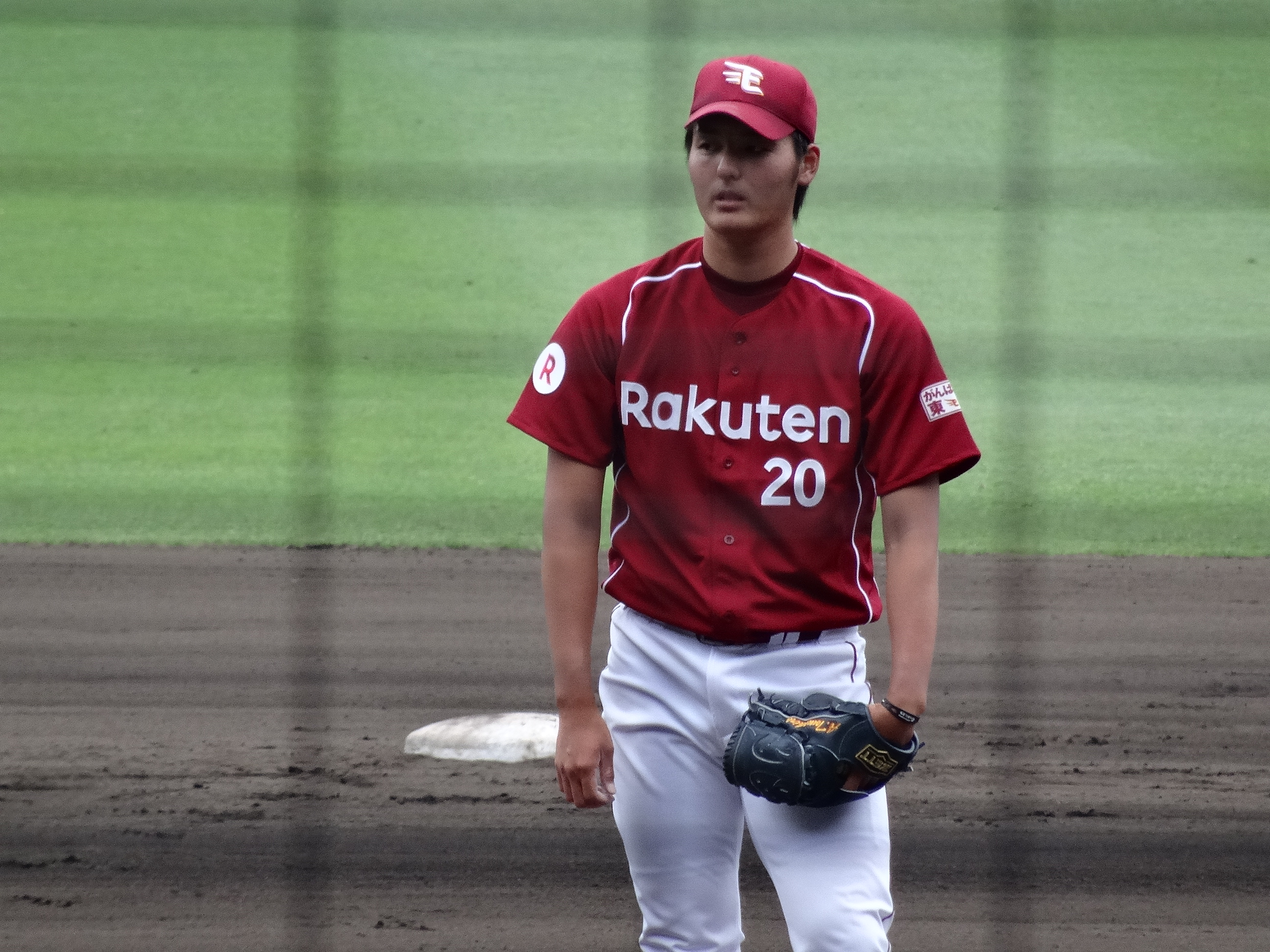
2015년 5월 23일, 한신 고시엔 구장에서

프로에 입문한 후에는 주로 선발 투수로서 기용돼 프로로서의 최고 속도 152 km/h와 평균 140 km/h대 전반의 속구를 중심으로 슬라이더, 포크볼, 110 km/h 정도의 커브를 사용한다.

### 구속의 추이
고교 2학년 때 춘계 선발 대회 첫 경기에서 고시엔 대회에 출전한 2학년 선수들 가운데서 가장 빠른 152 km/h를 기록했다. 하계 고시엔 에히메 대회의 준결승전에서 개인 최고 속도가 되는 157 km/h를, 전국 대회 첫 경기에서는 고시엔 대회 사상 최고 속도가 되는 155 km/h를 기록했다. 오른쪽 팔꿈치 부상을 당한 이후인 3학년 여름의 마지막 경기에서는 최소 148 km/h를 던졌는데 프로 데뷔 첫 등판한 경기에서는 최고 속도인 146 km/h를 기록했다.

### 에피소드 외
2학년 때인 춘계 선발 대회에서 3일 연속으로 등판한 것을 비롯해 5경기에서 통산 772개의 던진 것을 두고 일본 국내외에서는 ‘너무 많이 던졌다’ 또는 ‘너무 많은 등판을 했다’라는 논란이 일었다. 두 경기에서 총 391개를 던졌을 때는 미국 언론에서 ‘제정신이 아닌 투구수’라고 보도했다. 이에 대해 안라쿠 본인은 세 번째 경기인 준준결승전을 마무리한 뒤 “너무 많이 던졌다는 느낌은 없다”라고 정면으로 반박했다. 대회 후 미국의 야구 전문지 《베이스볼 아메리카》 인터넷판은 “이것은 혹사에 해당되며 메이저 리그 투수라면 5 ~ 6주에 걸쳐 던지는 투구수”라고 밝혔다.

## 상세 정보

### 출신 학교
- 에히메현 사이비 고등학교

### 선수 경력
프로팀 경력
- 도호쿠 라쿠텐 골든이글스(2015년 ~ )

국가 대표 경력
- 사무라이 재팬 대학 일본 대표팀 대 NPB 선발

### 개인 기록

#### 투수 기록
- 첫 등판·첫 선발 등판·첫 승리·첫 선발 승리 : 2015년 10월 5일, 대 후쿠오카 소프트뱅크 호크스 25차전(라쿠텐 Kobo 스타디움 미야기), 6이닝 무실점[55]
- 첫 탈삼진 : 상동, 2회초에 우에바야시 세이지로부터 헛스윙 삼진[56]

#### 타격 기록
- 첫 타석 : 2017년 6월 14일, 대 도쿄 야쿠르트 스왈로스 2차전(메이지 진구 야구장), 요시노리 앞에서 3루 땅볼

### 등번호
- 20(2015년 ~ )

### 연도별 투수 성적
| 연 도      | 소 속      | 등 판 | 선 발 | 완 투 | 완 봉 | 무 4 구 | 승 리 | 패 전 | 세 이 브 | 홀 드 | 승 률 | 타 자 | 이 닝 | 피 안 타 | 피 홈 런 | 볼 넷 | 고 4 | 몸 맞 | 탈 삼 진 | 폭 투 | 보 크 | 실 점 | 자 책 점 | 평 자 책 | W H I P |
| ---------- | ---------- | ----- | ----- | ----- | ----- | ------- | ----- | ----- | -------- | ----- | ----- | ----- | ----- | -------- | -------- | ----- | ---- | ----- | -------- | ----- | ----- | ----- | -------- | -------- | ------- |
| 2015년     | 라쿠텐     | 1     | 1     | 0     | 0     | 0       | 1     | 0     | 0        | 0     | 1.000 | 24    | 6.0   | 2        | 0        | 5     | 0    | 0     | 4        | 0     | 0     | 0     | 0        | 0.00     | 1.17    |
| 2016년     | 라쿠텐     | 15    | 12    | 0     | 0     | 0       | 3     | 5     | 0        | 0     | .375  | 349   | 84.1  | 79       | 9        | 22    | 0    | 4     | 64       | 2     | 1     | 33    | 32       | 3.42     | 1.20    |
| 2017년     | 라쿠텐     | 10    | 9     | 0     | 0     | 0       | 1     | 5     | 0        | 0     | .167  | 221   | 51.0  | 59       | 7        | 18    | 0    | 4     | 37       | 4     | 0     | 27    | 23       | 4.06     | 1.51    |
| 2018년     | 라쿠텐     | 2     | 2     | 0     | 0     | 0       | 0     | 2     | 0        | 0     | .000  | 43    | 8.0   | 14       | 1        | 2     | 0    | 1     | 2        | 0     | 0     | 10    | 9        | 10.13    | 2.00    |
| 통산 : 4년 | 통산 : 4년 | 28    | 24    | 0     | 0     | 0       | 5     | 12    | 0        | 0     | .333  | 637   | 149.1 | 154      | 17       | 47    | 0    | 9     | 107      | 6     | 1     | 70    | 64       | 3.86     | 1.35    |

- 2018년 시즌 종료 기준.

### 연도별 수비 성적
| 연도 | 소속   | 투수  | 투수  | 투수  | 투수  | 투수  | 투수     |
| 연도 | 소속   | 경 기 | 척 살 | 보 살 | 실 책 | 병 살 | 수 비 율 |
| ---- | ------ | ----- | ----- | ----- | ----- | ----- | -------- |
| 2015 | 라쿠텐 | 1     | 1     | 0     | 0     | 0     | 1.000    |
| 2016 | 라쿠텐 | 15    | 2     | 11    | 1     | 0     | .929     |
| 2017 | 라쿠텐 | 10    | 1     | 7     | 0     | 2     | 1.000    |
| 2018 | 라쿠텐 | 2     | 0     | 2     | 0     | 0     | 1.000    |
| 통산 | 통산   | 28    | 4     | 20    | 1     | 2     | .960     |

- 2018년 시즌 종료 기준.